# Tommaso Aloisio Juvara
Pour les articles homonymes, voir Juvara.
Tommaso Aloisio Juvara, né le 13 janvier 1809 à Messine, et mort le 30 mai 1875 à Rome, est un dessinateur, graveur et lithographe italien,.